# Каботегравір/рилпівірин
Каботегравір/рилпівірин – це препарат у комбінованій упаковці (містить два окремих лікарські засоби упаковані в окремі флакони), що продається під торговою маркою Cabenuva та використовується для лікування ВІЛ/СНІДу. Дорослим та дітям віком від 12 років, лише цього комплексу, як правило, достатньо для результативної антиретровірусної терапії. Препарат вводять інтрамускулярно (внутрішньом'язово).
До поширених побічних ефектів належать шкірні реакції у місці ін'єкції, лихоманка, підвищена втомлюваність, головний біль, м'язово-скелетний біль (міалгія, артралгія, осалгія тощо), нудота, порушення сну, запаморочення та висипи. Інші побічні ефекти можуть включати алергічні реакції, порушення функцій печінки та депресію. Він містить каботегравір, інгібітор переносу ланцюга інтегрази (ІПЛІ/INSTI) ВІЛ-1, та рилпівірин, ненуклеозидний інгібітор зворотної транскриптази (ННІЗТ/NNRTI) ВІЛ-1.
Цю комбінацію було схвалено для застосування у медичній практиці в Канаді та Європі у 2020 році, а також у Сполучених Штатах у 2021 році. У Європі ці два препарати схвалені окремо один від одного. У Сполучених Штатах місяць терапії коштує близько 4400 доларів США станом на 2022 рік.